# BECAUSE (hội nghị)
BECAUSE (Là viết tắt của cụm từ "Bisexual Empowerment Conference: A Uniting, Supportive Experience"; tiếng Việt: Hội nghị trao quyền cho người lưỡng tính: Một kinh nghiệm đoàn kết, hỗ trợ) là một hội nghị đa quốc gia thường niên dành cho cộng đồng người lưỡng tính và những người song tính luyến ái khác diễn ra tại Minneapolis–Saint Paul ở bang Minnesota. Nó được thành lập vào năm 1992. Nó đã được tổ chức bởi Dự án tổ chức lưỡng tính kể từ năm 1999. Hội nghị này là "dành riêng để xây dựng một cộng đồng mà quyền lợi được trao chi người lưỡng tính, pansexual, fluid, queer và song tính luyến ái (bi +)."  Đây là hội nghị dài nhất và lớn nhất dành cho người bi + ở Hoa Kỳ.

## Lịch sử

Một lá cờ tự hào lưỡng tính.

Năm 1991, Hội đồng Hành động Cộng đồng Đồng tính nam và Đồng tính nữ (GLCAC) đã công bố những đánh giá về nhu cầu đối với người lưỡng tính ở Twin Cities. Một trong những mục tiêu được xác định trong hội đồng là tổ chức nhiều sự kiện cho cộng đồng này hơn. Do đó, Bisexual Connection (Minnesota) đã tài trợ cho việc lập ra hội nghị BECAUSE, viết tắt của Hội nghị trao quyền lưỡng tính: Một kinh nghiệm đoàn kết, hỗ trợ (Bisexual Empowerment Conference: A Uniting, Supportive Experience).
BECAUSE đầu tiên được tổ chức vào tháng 2 năm 1992 tại Minneapolis. Ủy ban kế hoạch của hội nghị bao gồm tám người. Chỉ có khoảng bốn người khác đăng ký trước để tham gia hội nghị này. Vào ngày diễn ra hội nghị, khoảng 120 người đã tham dự. Các diễn giảyttnngg hội nghị bao gồm Lani Ka'ahumanu, đồng biên tập của Bi Any Other Name: Bisexual People Speak Out.
Vào ngày 4 tháng 6 năm 2014, Thống đốc bang Minnesota Mark Dayton đã ban hành một tuyên bố bằng văn bản, "Hội nghị trao quyền lưỡng tính, Một đoàn kết, Kinh nghiệm hỗ trợ (BECAUSE) là hội nghị lớn nhất và kéo dài nhất nói về và dành cho người lưỡng tính trong cả đất nước nước" và là "hội nghị thường niên duy nhất trong cả nước" và " về người lưỡng tính ở Hoa Kỳ. " Kết quả là, ông tuyên bố ngày 6 đến ngày 8 tháng 6 năm 2014 là Ngày trao quyền cho người lưỡng tính ở bang Minnesota. Thị trưởng thành phố Minneapolis Betsy Hodges tuyên bố ngày 7 tháng 6 năm 2014, là Ngày trao quyền cho người lưỡng tính ở Thành phố Minneapolis. CókkKhoảng 200 người tham dự vào năm đó.
Robyn Ochs đã trở thành diễn giả tại hội nghị trong nhiều năm. Cô là diễn giả chính trong năm 2009. Cô cũng là một đồng diễn giả vào năm 2019.

## Những người tham gia (danh sách một phần)
- Tháng 2 năm 1992. Thành phố New York [7] Khoảng 120 người tham dự.[1]
- 1999. Đại học bang Metropolitan, Saint Paul, Minnesota.[12]
- 2008. Khoảng 80 người tham dự.
- 2009. Khoảng 300 người tham dự.
- Ngày 6-8-2016. Thành phố New York. Khoảng 200 người tham dự.[9]
- 17-19 tháng 4 năm 2015.[13]
- Ngày 20-22 /4/2016. Thành phố New York
- Ngày 10-12 /11/2017. Đại học bang Metropolitan, Saint Paul, Minnesota.[5]
- Ngày 12 đến 14 tháng 10 năm 2018. Trung tâm Wellstone, Saint Paul, Minnesota.[14]
- Ngày 11 đến ngày 13 tháng 10 năm 2019. Trung tâm Wellstone, Saint Paul, Minnesota.[15]
- Ngày 2-4 tháng 10 năm 2020. Trung tâm Wellstone, Saint Paul, Minnesota.[2]

## Dự án tổ chức lưỡng tính
Dự án tổ chức lưỡng tính (BOP) được thành lập năm 1999 và là nhà tổ chức chính thức của BECAUSE. Nó là một tổ chức phi lợi nhuận được đăng ký có trụ sở tại Minnesota. Nhiệm vụ của nó là "Xây dựng, phục vụ và vận động cho một cộng đồng lưỡng tính, pansexual, fluid, queer và vô tính (bi +) được trao quyền nhằm thúc đẩy công bằng xã hội." 
BOP đã tổ chức một số sự kiện tự hào lưỡng tính ngoài lề hội nghị BECAUSE. BOP cũng có một đội ngũ trong Twin City Pride. Công ty đã mở một trung tâm cộng đồng lưỡng tính ở South Minneapolis Pride vào năm 2002 (nhưng hiện đã đóng cửa). Nó đã tổ chức Hội nghị quốc tế về lưỡng tính lần thứ 8 về lưỡng tính tại Đại học Minnesota vào năm 2004. Kể từ năm 2017, một chương trình tạp kỹ và đa dạng có tên Bi-Lesque đã được tổ chức này tổ chức để giúp tài trợ cho BOP và các chương trình của nó, trong đó có BECAUSE.

### Đánh giá nhu cầu
Sau lần đánh giá nhu cầu lần đầu năm 1991, BOP đã công bố đánh giá nhu cầu lưỡng tính cứ sau 10 năm. Đánh giá nhu cầu xã hội và cộng đồng lưỡng tính năm 2001 được xuất bản bởi BOP, OutFront Minnesota và Đại học Minnesota. Đánh giá nhu cầu của cộng đồng lưỡng tính 2012 đã được BOP hợp tác với OutFront Minnesota, Quỹ PFund và Văn phòng dịch vụ sinh viên về giới và giới tính (GSSSO) tại Đại học bang Metropolitan. Những mối điều tra của nó là cộng đồng lưỡng tính cần "sự bao gồm có ý nghĩa lớn hơn trong các tổ chức 'LGBT' và" để xây dựng một cộng đồng lưỡng tính mạnh mẽ hơn ".